# Chrysolina belousovi
Chrysolina belousovi é uma espécie de artrópode pertencente à família Chrysomelidae.